# Veine glutéale inférieure
Ne doit pas être confondu avec Veine glutéale supérieure.
Les veines glutéales inférieures (ou veines ischiatiques, veines fessières inférieure) sont un ensemble de veines accompagnant l'artère glutéale inférieure et ses branches. Elles se forment dans la partie supéro-postérieure de la cuisse, où elles s'anastomosent avec la veine circonflexe fémorale médiale et les premières veines perforantes.
Elles entrent dans le bassin par la partie inférieure de la grande incisure ischiatique et se rejoignent pour former une seule veine qui débouche dans la partie inférieure de la veine iliaque interne.